# Schönebecker Elbauenbrücke
Die Schönebecker Elbauenbrücke ist eine Straßenbrücke, die nordöstlich von Schönebeck die Elbe bei Stromkilometer 310,5 überspannt. Im Rahmen der Neutrassierung der Bundesstraße 246a verbindet das Bauwerk bei 8,0 m Fahrbahnbreite mit zwei Fahrstreifen die Bundesautobahn 14 Halle–Magdeburg mit den ostelbischen Gebieten und entlastet als Teil der Ortsumgehung Schönebeck die innerstädtische alte Elbebrücke. Das netto 31,6 Mio. Euro teure Brückenbauwerk wurde am 27. August 2013 eröffnet. Die prognostizierte Verkehrsbelastung beträgt 13.120 Kfz/24h.

## Konstruktion
Der zwischen den Elbdeichen stehende Brückenzug überspannt mit einer Gesamtlänge von 1128,5 m die Elbe und die Elbauen. Er gliedert sich in eine 309 m lange Vorlandbrücke auf der Südseite und eine mit 330,5 m Länge auf der Nordseite. Durch Dehnfugen getrennt, liegt dazwischen die 489 m lange Strombrücke, deren Hauptöffnung als einhüftige Schrägseilbrücke mit einem A-förmigen 73 m hohen Pylon, am linkselbischen Ufer stehend, ausgebildet ist. Dieser Brückenabschnitt hat acht Öffnungen mit einem vorgespannten einstegigen Plattenbalkenquerschnitt und Stützweiten von 32,25 m, 4 × 37,50 m und 3 × 40 m. Das neunte Feld über der Elbe spannt 183,50 m weit und weist einen relativ leichten einzelligen, 2,0 m hohen Stahlverbundquerschnitt als Fahrbahnträger auf. Der wird von neun fächerförmig angeordneten Seilpaaren getragen, deren Kabel aus siebendrahtigen Spannstahllitzen bestehen. Die Rückverankerung des Pylons erfolgt wiederum über neun Seilpaare in den benachbarten drei Seitenfeldern.
Der Pylon ist bis zum Verschmelzungspunkt seiner Schäfte eine Stahlbetonkonstruktion, 3,50 m dick und in Brückenquerrichtung 2,50 m breit sowie oberhalb der Fahrbahn mit einem Hohlkastenquerschnitt ausgeführt. Im Bereich der Seilverankerungen ist ein Verbundquerschnitt mit einem inneren Stahlhohlkasten vorhanden.
Die Vorlandbrücken, in Spannbeton ausgeführt, sind im Grundriss gekrümmt und haben in Längsrichtung den Durchlaufträger als Bauwerkssystem. Das südliche Bauwerk hat acht Felder mit Stützweiten von 32 m, 44 m, 34 m, 39 m, 42 m, 42 m und 32,25 m, das nördliche Spannweiten von 34,25 m, 6 × 43 m und 36,25 m. In Querrichtung ist ein einstegiger, 11,6 m breiter Plattenbalken mit 1,8 m Bauhöhe vorhanden.

## Bauausführung
Die Spannbetonvorlandbrücken wurden mit einer Vorschubrüstung hergestellt. Anschließend folgte im abgespannten Freivorbau die Montage des Stromfeldes der Schrägseilbrücke mit einem Autokran. Die ersten Abschnitte wurden per Schiff angeliefert.

## Namensvergabe
Am 16. Mai 2013 hat der Schönebecker Stadtrat in einer Sondersitzung beschlossen, dass die Brücke den Namen Schönebecker Elbauenbrücke tragen soll. Die Tageszeitung Schönebecker Volksstimme startete zuvor eine Umfrage, an der die Leser teilnahmen.

## Structural Award 2014
Die Institution of Structural Engineers zeichnete am 14. November 2014 in London die Brücke und deren Planer Leonhardt, Andrä und Partner mit dem Structural Award 2014 in der Kategorie „Highway or Railway Bridge Structures“ aus. Damit gewann sie einen der weltweit renommiertesten Ingenieurbaupreise vor der Shenyang Hun River Ribbon Bridge in China.
Begründung der Institution of Structural Engineers für die Wahl zum besten Brückenbauwerk der Welt 2014:
„Die Jury ist von der schlichten Eleganz der Brücke, die perfekt in die umgebende Landschaft passt, beeindruckt. Sie schafft ein wahres Wahrzeichen“.

## Bilder

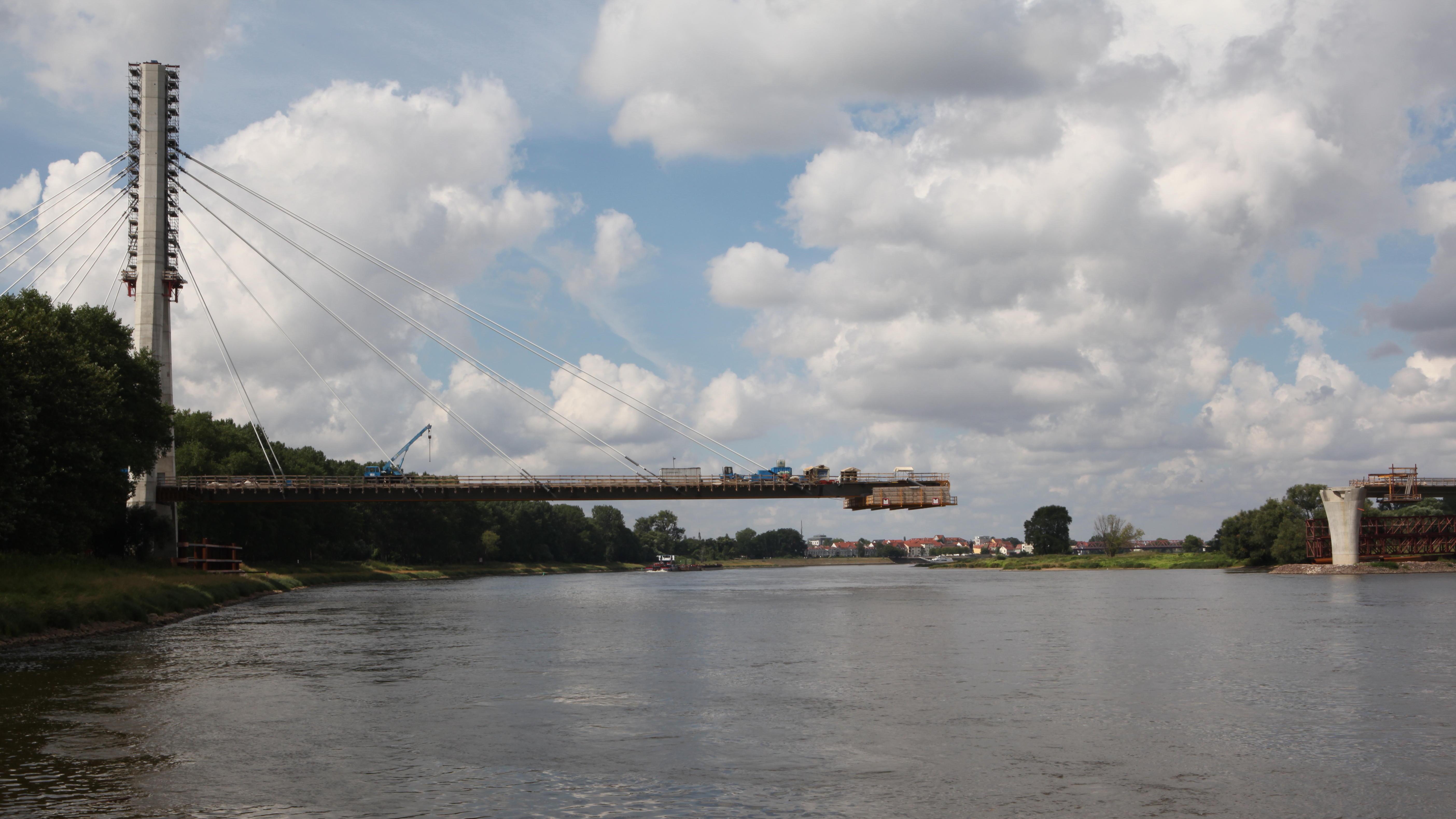
August 2012
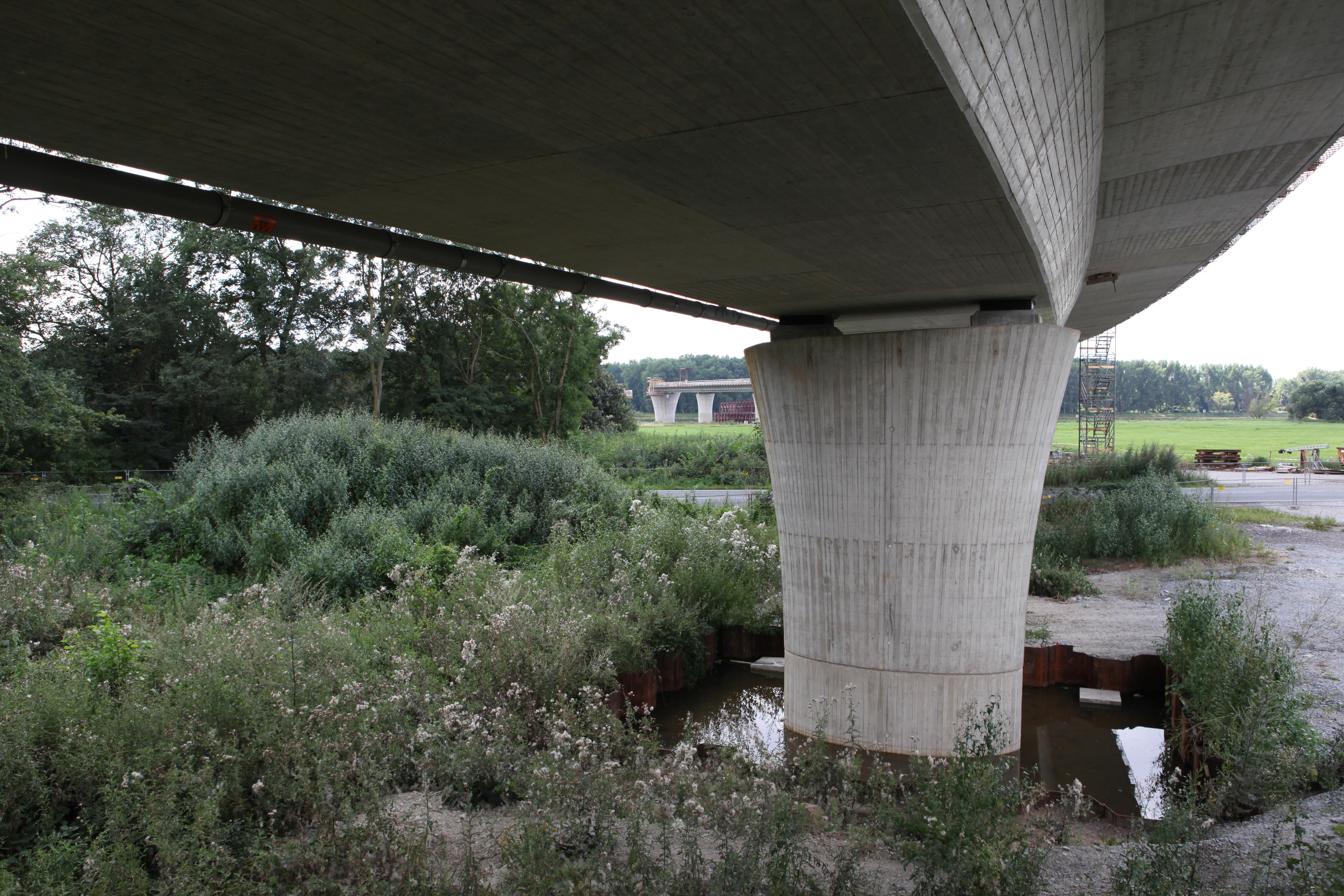
Nördliche Vorlandbrücke
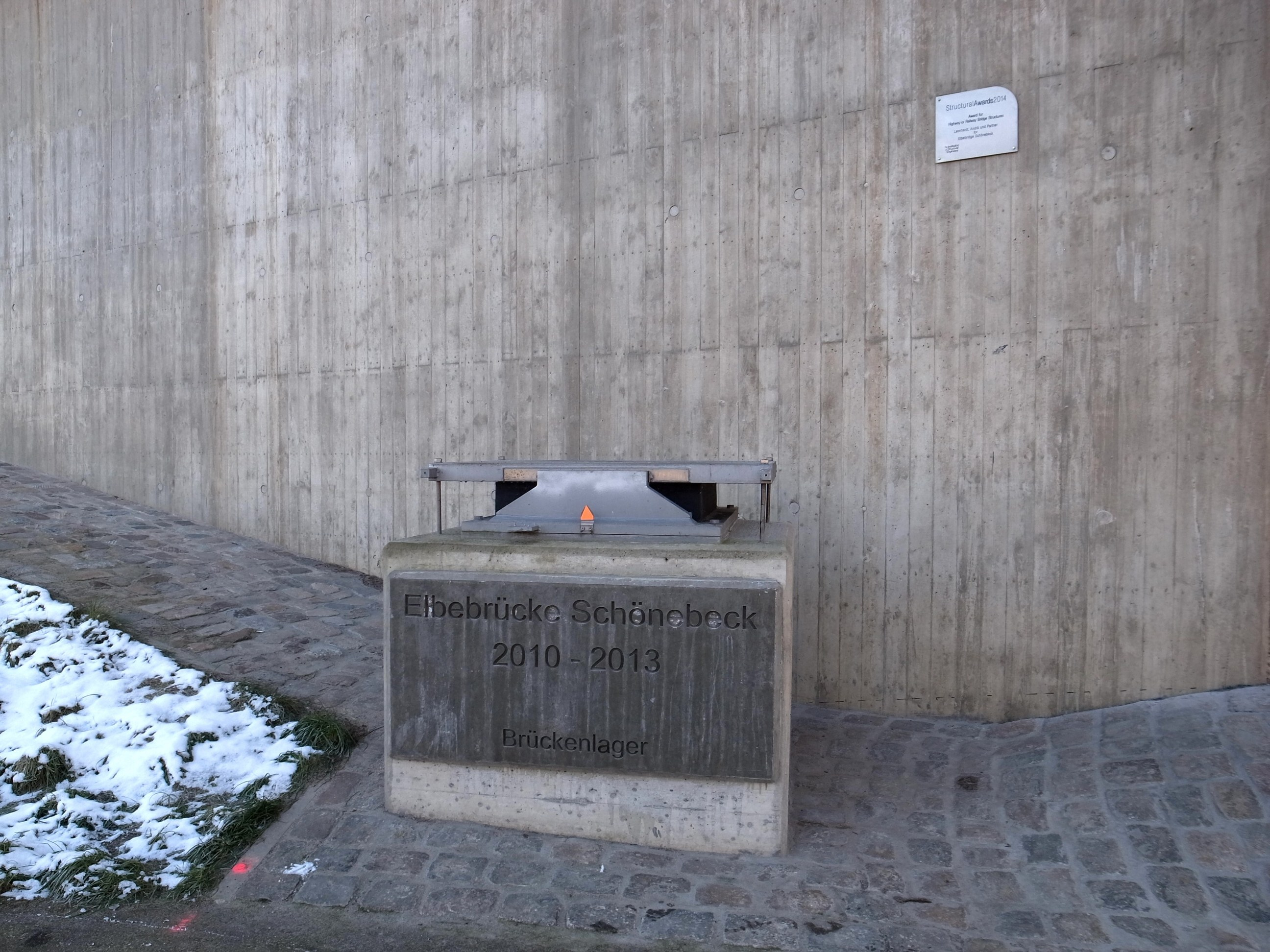
Brückenlager
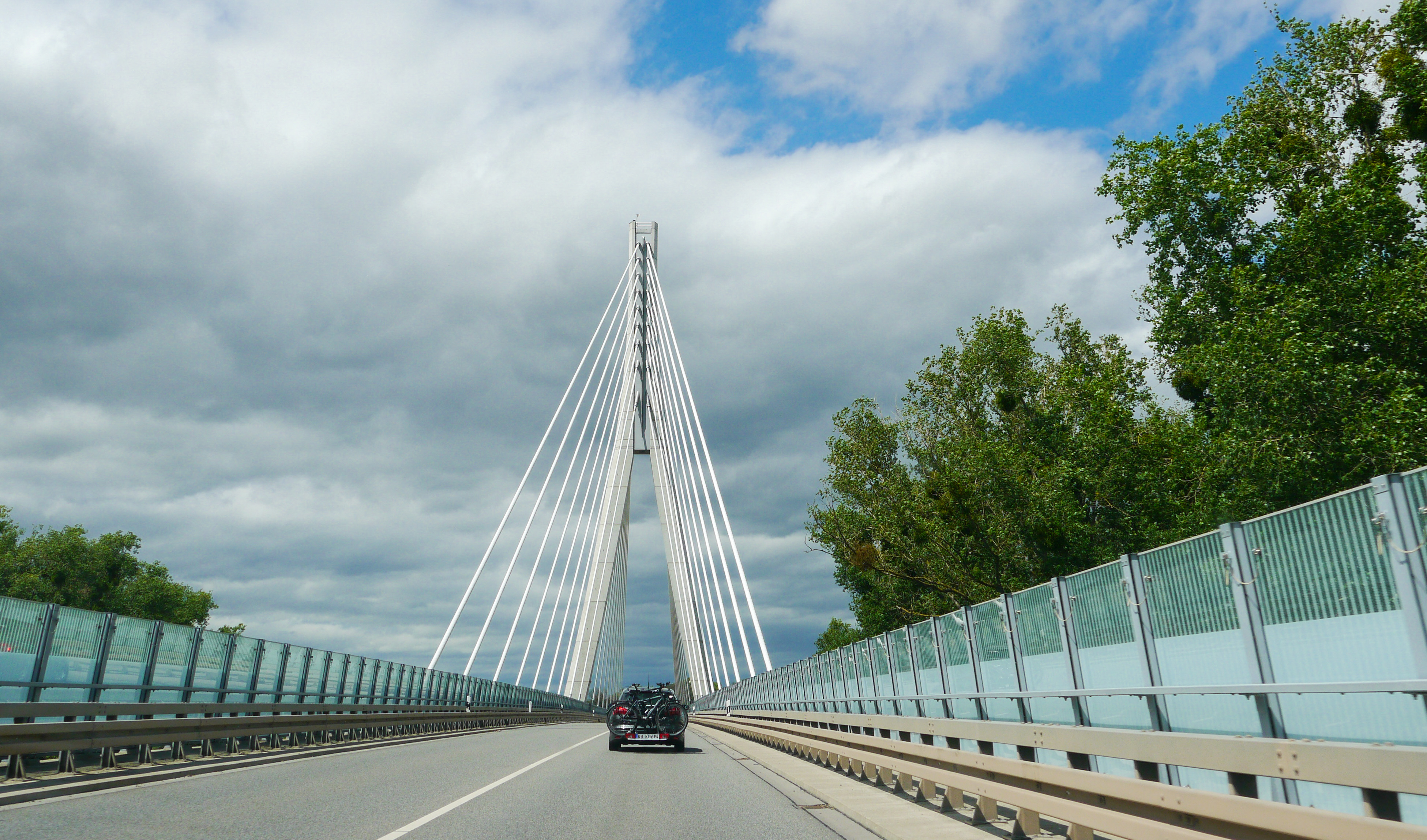
Fahrbahn und Pylon
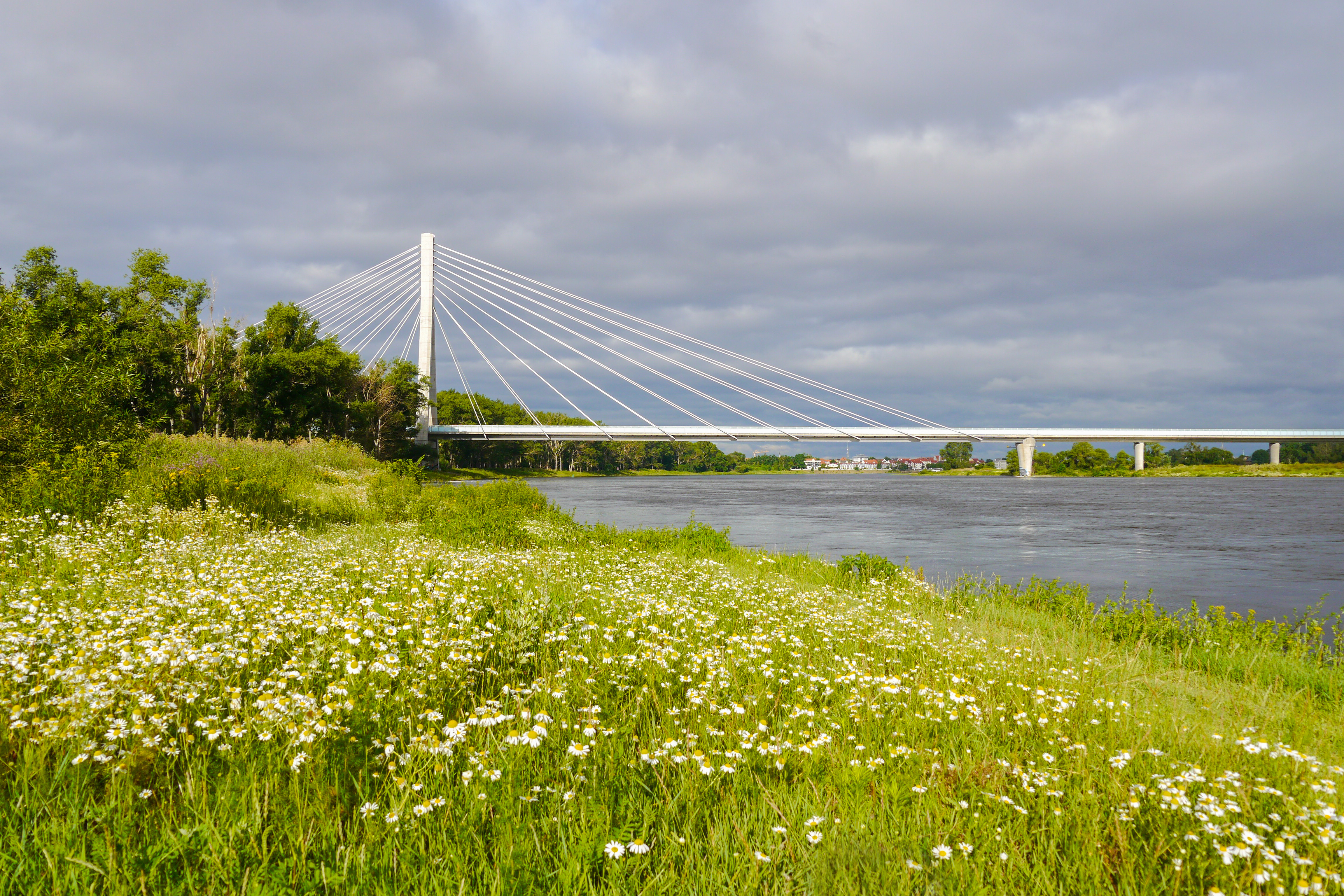
Ansicht vom Osten
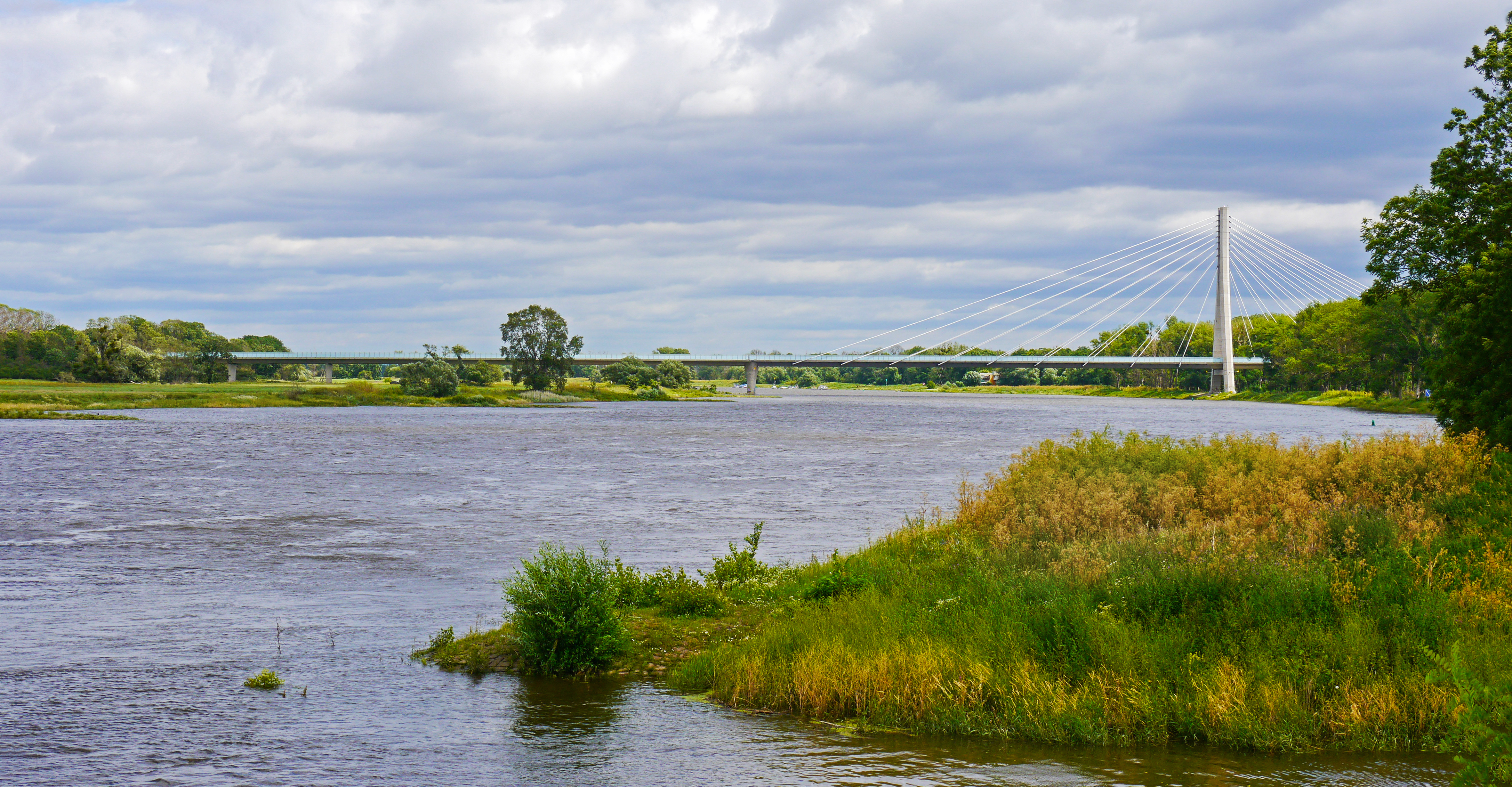
Ansicht vom Westen